# Tetraena retrofracta
Tetraena retrofracta är en pockenholtsväxtart som först beskrevs av Carl Peter Thunberg, och fick sitt nu gällande namn av Beier & Thulin. Tetraena retrofracta ingår i släktet Tetraena och familjen pockenholtsväxter. Inga underarter finns listade i Catalogue of Life.